# Ralph Lauren
Cet article concerne le styliste américain. Pour la marque de vêtement et de parfums, voir Polo Ralph Lauren et Ralph Lauren (parfums).
Ralph Lifschitz, dit Ralph Lauren, né le 14 octobre 1939 à New York, est un entrepreneur et un styliste américain, fondateur de la marque portant son nom. Il est également un symbole du style preppy et du prêt-à-porter américain.
Il rencontre le succès dès 1967 et fonde plusieurs marques liées à la mode, mais touche également d'autres domaines tels que la maison.

## Enfance et formation
Ralph Lauren est né dans le Bronx à New York, de parents immigrés juifs ashkénazes de Biélorussie, et qui sont venus au début du XXe siècle aux États-Unis, après les pogroms antisémites des années 1890/1900 : Frank et Frida Lifschitz. Son père est peintre en bâtiment.
Il habite dans le même quartier que Calvin Klein, de trois ans son cadet. Les deux enfants se connaissent alors simplement de vue. Ils se soutiendront par la suite dans leur carrière respective. Dès son plus jeune âge, Ralph commença à travailler après l'école pour s'acheter d'élégants et onéreux costumes.
Ralph est scolarisé à la DeWitt Clinton High School, au 42 Mosholu Parkway, dans le Bronx. À l'âge de seize ans, Ralph et son frère aîné Jerry changent leur nom de famille Lifschitz en Lauren. Le choix de « Lauren » viendrait de l'actrice Lauren Bacall, une incarnation du « rêve américain ». 
Il étudie la gestion au City College de New York, qu'il quitta après deux ans, sans diplôme. De 1962 à 1964, il sert dans l'Armée américaine, affecté dans un centre d'entrainement, Fort Dix dans le New Jersey. À son retour à la vie civile, en 1964, il se marie avec Ricky Low-Beer. Il va faire différents petits boulots. Passionné de mode et sans avoir étudié dans une école de stylisme, il devient vendeur dans différentes boutiques. Il se fait embaucher chez Brooks Brothers en tant que vendeur, dans leur boutique de Madison Avenue. Ses idées de nouvelles formes et couleurs n'étant pas retenues, il décide de créer une collection de cravates, très larges comme à l'âge d'or d'Hollywood et à rayures, en expliquant que c'est à travers des cravates que les hommes de l'époque pouvaient s'exprimer. Ces cravates sont fabriquées à son compte et il démarche lui-même des magasins. Après un premier refus, six mois plus tard Bloomingdale's accepte de les vendre. Déjà, il détourne les habitudes et ne souhaite pas s'habiller comme les autres : « j'adorais les vieux vêtements de l'armée que je trouvais dans les surplus […] je portais aussi des vêtements de sport ». Pour travailler comme vendeur, il se met en scène, cherchant à reproduire l'apparence de Fred Astaire ou Frank Sinatra.

## Ralph Lauren: l'entreprise multinationale
En 1967, un entrepreneur de mode, Norman Hilton, le remarque et lui propose de travailler pour lui. Ralph Lauren refuse, souhaitant créer sa propre marque, fasciné par le style chic des WASP (sans pour autant rêver de faire partie de ce monde) ainsi que du « rêve américain ». Il lui emprunte 50 000 dollars cette même année, ce qui lui permet d'ouvrir une boutique de cravates où il vend notamment sa propre marque nommée Polo. Un an plus tard, il élargit à la vente de chemises et autres vêtements pour homme. 
En 1970, Ralph Lauren gagne son premier Coty Award (en) pour la création exclusive d'une ligne d'habillement pour homme pour Andrew McLean. Durant cette période, il crée, à la demande de sa femme, une ligne pour les femmes taillée dans un style masculin. Cette ligne voit pour la première fois l'emblème de la marque : le cavalier joueur de polo : « je l'ai apposé pour la première fois sur le poignet sur l'une de mes collections préférées de chemisiers pour femme. je me disais que ça donnerait l'impression d'un bijou » ; celui-ci sera décliné au reste de la marque jusqu'à en devenir l'emblème.
En 1972, il diffuse ses fameux polos à manches courtes sortis dans plus de 24 coloris. Les polos deviennent bientôt un classique. Ralph Lauren gagne la reconnaissance du public en fournissant la garde-robe du film Gatsby le Magnifique puis celle de Diane Keaton dans le film Annie Hall quelques années après,.
En 1984, il transforme la « Rhinelander Mansion », l'ancienne maison des photographes Edgar de Evia et Robert Denning, en vitrine pour Polo Ralph Lauren. « J'ai toujours dit que la vie était au centre de ce que je fais. C'est un principe que j'ai essayé d'appliquer à la mode. » Son quotidien vient compléter le style de vie développé par ses marques et inspirent la décoration des boutiques : ses chevaux, des voitures de collection, une villa en Jamaïque, un manoir dans le Connecticut, une maison dans les Hamptons, un ranch dans le Colorado, un appartement à Manhattan dans le quartier de l'Upper East Side. Ralph Lauren reste la représentation, par sa marque ou par lui-même, d'une « Amérique fantasmée » avec une culture de « gagnant » : « j'ai puisé mon inspiration dans l'Ouest américain, Hollywood, la Nouvelle-Angleterre et l'Ivy League. J'ai toujours été inspiré par le look romantique et sauvage des cow-boys ». Peu avare dans la diffusion d’images de lui-même ou sa famille, il n'hésite d'ailleurs pas à se mettre régulièrement en scène comme reflet de ses marques, conduisant ses voitures, habillé en cow-boy dans son ranch, portant le smoking à Manhattan, multipliant les personnages. Il reste pourtant profondément new-yorkais avant tout, avec une forte attache à cette ville où ses parents ont immigré, où il a grandi, puis connu sa femme.
Au cours des années 1980, il se lance dans la production d'accessoires pour la maison, afin de diversifier la gamme de produits de sa compagnie. C'est plus tard dans les années 1990, qu'il lance la ligne Polo Sport avec laquelle il connaît un grand succès. De cette marque Polo, il y a aussi des incontournables comme la chemise Oxford Col pointe boutonné, les pantalons Chinos, les deux très preppy, les vestes en tweed, les chemises en denim et en chambray. 
Le 11 juin 1997, la marque Ralph Lauren entre en bourse, au New York Stock Exchange, avec pour symbole RL.
En 2007, Ralph Lauren a 35 boutiques aux États-Unis et 23 villes distribuent Ralph Lauren Purple Label. Mais après ces années là, l'entreprise fait face à une concurrence ardue à base de marques émergentes touchant son public habituel. Les bénéfices sont en chute libre. Malgré tout, le créateur impose une permanence du style qui a fait son succès, même si son fils David « apporte un regard nouveau sur la griffe » tel qu'il le précise.
Outre l'habillement allant du sportswear à la quasi-couture, depuis Polo en 1967, Ralph Lauren a créé beaucoup d'autres marques touchant divers domaines, outre l'habillement, comme la maison, les parfums ou les restaurants :
- Purple Label[6]
- Ralph Lauren Collection
- Polo Black Label
- RRL (Double RL)[6]
- RLX[6]
- Polo Sport[14]
- Polo Golf
- Polo Jeans Co.
- Rugby
- Chaps
- Denim & Supply
- American Living[6]
- Home[10]

Au milieu des années 2010, l'entreprise compte plus de 300 boutiques dans 80 pays, pèse 13 milliards de dollars en bourse et génère plus de six milliards de dollars de chiffre d'affaires avec plus de 20 000 employés. Image de l'Amérique, de multiples personnalités utilisent ses créations, dont l'équipe olympique américaine, Hilary Clinton, Melania Trump, Gwyneth Paltrow, Gigi Hadid, Nicole Kidman ou Oprah Winfrey.

## Famille et vie privée
Ralph et sa femme Ricky, personnalité des Hamptons, ont deux fils et une fille : Andrew, qui est producteur ; David (en), le possible successeur, cadre chez Ralph Lauren Media, marié à la nièce de l'ancien président américain George W. Bush, Lauren Bush ; et Dylan (en), surnommée « Candy Queen », fondatrice des Dylan’s Candy Bar, magasins de bonbons dont le premier se trouve à Manhattan. Jerry, le frère de Ralph, travaille également dans l'entreprise. 
Ralph Lauren a survécu à une tumeur au cerveau et s'investit régulièrement dans des opérations caritatives.

## Fortune
En 2019, sa fortune est estimée 6,5 milliards de dollars, ce qui la classe comme la 215e personne la plus riche au monde.
En 2010, elle était estimée à 4,6 milliards de dollars (173e) et en 2009, à 2,8 milliards de dollars (224e).
Il possède une villa en Jamaïque, un manoir dans le Connecticut, une maison dans les Hamptons, un ranch dans le Colorado et un appartement dans l'Upper East Side, à Manhattan.

## Collection d’automobiles

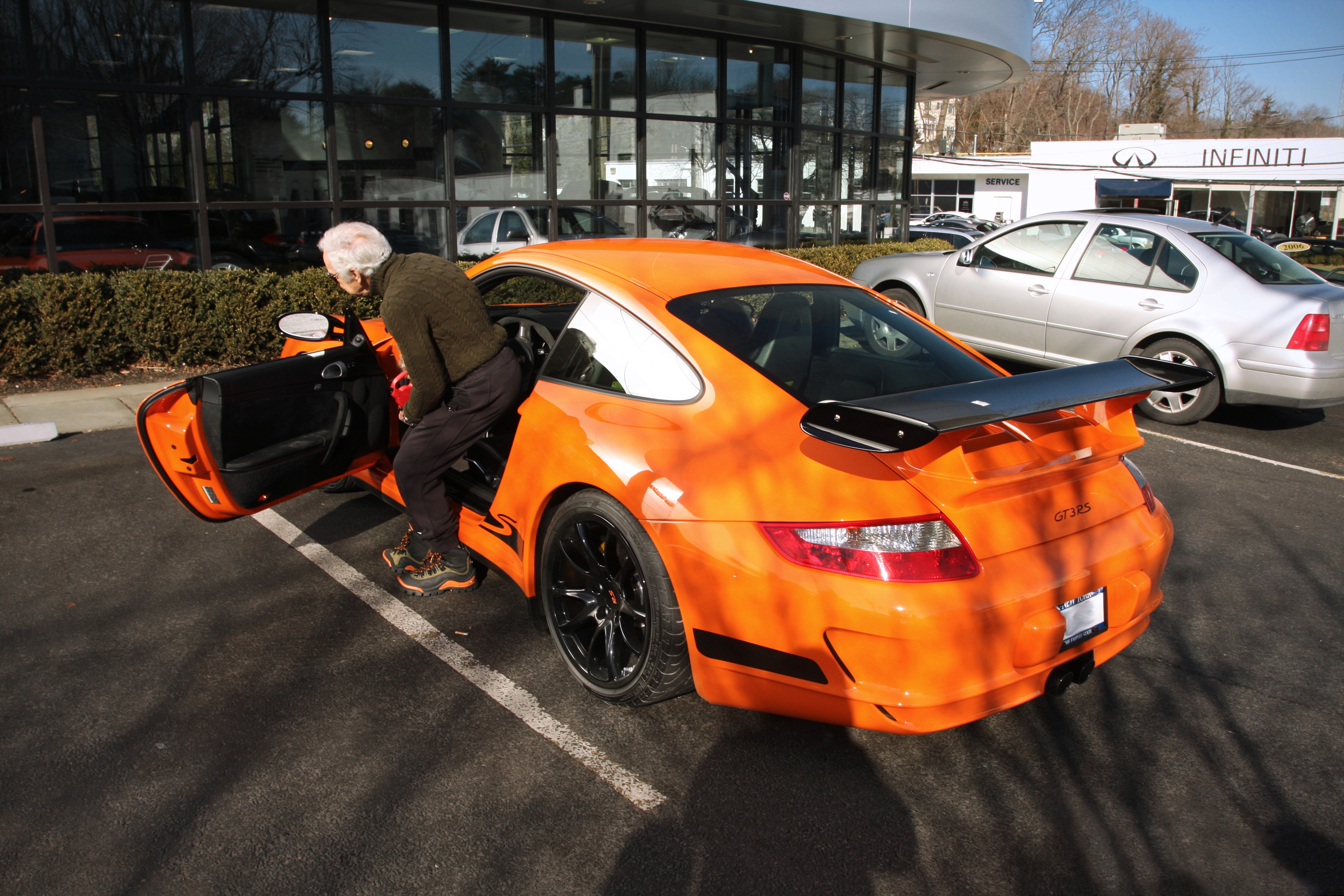
Ralph Lauren avec sa Porsche 911 GT3 RS (2010).

Ralph Lauren est aussi connu pour être un collectionneur d'automobiles de sport et de luxe.

## Philanthropie
La  Polo Ralph Lauren Foundation soutient des initiatives de traitement du cancer, d’assistance et d’éducation dans les communautés défavorisées. Voici des exemples ci-dessous :
- la construction d'un hôpital contre le cancer à Harlem[3] et d'un centre de recherche sur le cancer du sein à l'université de Georgetown (1989)[16] ;
- mobilisation d'industriels de la mode pour lancer, via le CFDA, le mouvement caritatif Fashion Targets Breast Cancer (en 2014, cela a généré, avec l'aide de treize pays, 40 millions de dollars)[16] ;
- la campagne Pink Poney et la création, au début des années 2000, de la Polo Ralph Lauren Foundation[16] ;
- association avec l'hôpital Royal Marsden de Londres (un centre de recherche contre le cancer)[16] ;
- le programme Ralph Lauren d'Alphabétisation pour les enfants et l'éducation en encourageant les familles à lire ensemble et en donnant aux jeunes défavorisés l'accès aux livres.
- l'habitat pour l'humanité.

## Distinctions
- En 1991, prix Geoffrey Beene du Conseil des créateurs de mode américains.
- En 2007, prix du meilleur vêtement masculin.
- En avril 2010, chevalier de la Légion d'honneur[16].
- En 2017, Chevalier Commandeur honoraire de l'Ordre de l'Empire britannique (KBE)[21]
- En juin 2019, chevalier honoraire et commandeur de l'ordre de l'Empire britannique.
- En novembre 2019,  Officier de la Légion d'honneur.
- En janvier 2025,  Médaille présidentielle de la Liberté[22]

## Dans la culture populaire
Ralph Lauren a fait une apparition dans la série Friends (Saison 6, épisode 8), où il joue son propre rôle, alors que Rachel travaille pour sa marque. Il est également le sujet d'un documentaire de Susan Lacy en 2019, Very Ralph, diffusé sur OCS.

### Sources
- Fabrice Léonard, « Ralph Lauren, l'étoffe du rêve américain », Le Point, no 2466,‎ 28 novembre 2019, p. 142 à 144 (ISSN 0242-6005).
- Sylvia Jorif, « Ralph Lauren, créateur de rêves », Elle, no 3806,‎ 30 novembre 2018, p. 108 à 113 (ISSN 0013-6298).